# Yslykis-Īslīce
Yslykis (v Litvě) neboli Īslīce (v Lotyšsku) je mezinárodní řeka 1. řádu, která pramení v Litvě a do řeky Lielupe ústí v Lotyšsku jako její levý přítok, 98,2 km od jejího ústí do Baltského moře. 

Pramení v lese Daukšiogalos miškas, 2,5 km na západ od vsi Noriai v okrese Pasvalys, 12 km na severozápad od okresního města Pasvalys. Teče zpočátku směrem severním, již 1,2 km od pramene přibírá levý přítok Upelis (který je přes 10 km dlouhý, proto je v některých pramenech uváděna délka toku a plocha povodí větší) a dále Yslykis pokračuje směrem severním až k hranici s Lotyšskem. Protéká přitom vesnicemi Titkoniai, Payslikis, Kaupai, Grudžiai, Kužmiškis, míjí zprava obec Kyburiai. Za hranicí pokračuje již pod názvem Īslīce směrem převážně severoseverozápadním.

## Přítoky
- Levé:
  - které ústí na území Litvy do řeky Yslykis

| Hydrologické pořadí | Řeka   | Délka (km) | Povodí (km²) | Vzdálenost od ústí (km) | Ústí kde  | Koordináty ústí |
| ------------------- | ------ | ---------- | ------------ | ----------------------- | --------- | --------------- |
| 40010011            | Upelis | 8,1        | 15,5         | 59,5                    | Titkoniai |                 |
| 40010014            | Y - 3  | 5,7        | 5,8          | 53,3                    |           |                 |
| 40010016            | Bedrė  | 9,8        | 14,1         | 49,2                    |           |                 |

- - které ústí na území Lotyšska do řeky Īslīce

| Hydrologické pořadí | Řeka                | Délka (km) | Povodí (km²) | Vzdálenost od ústí (km) | Ústí kde | Koordináty ústí |
| ------------------- | ------------------- | ---------- | ------------ | ----------------------- | -------- | --------------- |
| LT-40010022         | Maučiuvis-Maučuve   | 22,7       | 80,5         | 38,0                    |          |                 |
| LT-40010033         | Plonė-Plānīte       | 33,2       | 116,1        | 23,1                    |          |                 |
|                     | Mazplānīte          |            |              | ~23                     |          |                 |
| LT-40010044         | Svirkalnis-Svirkale | 19,6       | 26,3         | 19,7                    |          |                 |
|                     | Svirkalnis-Melkupė  | 27,3       | 29,5         | 17,8                    |          |                 |
| LT-40010045         | Ī - 1               | 14,6       | 13,1         | 16,0                    |          |                 |
|                     | Melnupė-Melnupīte   |            |              |                         |          |                 |
|                     | Dzirnupe            |            |              |                         |          |                 |
| 40010046            | Beržtalis-Bērstele  | 48,7       | 161,2        | 14,3                    |          |                 |

- Pravé:
  - které ústí na území Litvy do řeky Yslykis

| Hydrologické pořadí | Řeka         | Délka (km) | Povodí (km²) | Vzdálenost od ústí (km) | Ústí kde | Koordináty ústí |
| ------------------- | ------------ | ---------- | ------------ | ----------------------- | -------- | --------------- |
| 40010013            | Y - 8        | 4,2        | 3,6          | 56,3                    |          |                 |
| 40010015            | Žižmiagrovis | 6,3        | 7,1          | 50,5                    |          |                 |
| 40010018            | Y - 6        | 3,4        | 4,0          | 48,1                    |          |                 |
| 40010019            | Y - 4        | 3,8        | 4,4          | 47,3                    |          |                 |
| 40010021            | Y - 2        | 3,5        | 2,3          | 44,8                    |          |                 |

## Sídla při řece
- V Litvě:
  - Titkoniai, Puplaiškynė, Payslikis, Žvirbliniai, Kaupai, Grąžteliai, Grudžiai, Kyburiai, Kužmiškis, Ratkūnai, Majėnai
- V Lotyšsku:
  - Mazkrievgaļi, Krievgaļi, Brunavišķi, Gailīši, Švirkale, zámek Pilsrundāle, Rundāle (město), Vesturi, Smedēni, Īslīces